# Виейтес, Иполито
Хуан Иполито Виейтес (исп. Juan Hipólito Vieytes, 1762—1815) — аргентинский политический деятель, предприниматель и экономист.

## Биография
Родился в Сан-Антонио де Ареко, окончил иезуитский колледж Colegio Real de San Carlos в Буэнос-Айресе.
Успешно занимался предпринимательством, совместно с Николасом Родригесом Пенья владел мыловаренной фабрикой. Являлся активным участником Патриотического общества (исп. "Sociedad Patriótica") и использовал свою фабрику как место для проведения конспиративных встреч, в которых принимали участие такие видные деятели общества, как М.Бельграно, Х.Кастелли, М.Морено, Х.Пасо, Д.Френч. Его политическим идеалом была централизованная республика (революционная диктатура, направленная против феодальной анархии провинций).
В 1802—1807 Виейтес издавал первый аргентинский экономический журнал — «Semanario de agricultura, industria y comercio» («Еженедельник аграрных, промышленных и коммерческих новостей»), в котором резко осуждал испанское колониальное господство. Активно боролся против английской интервенции в 1806—1807, получил воинское звание капитана. В 1810—1813 при революционных патриотических правительствах занимал должности председателя суда, члена Генеральной конституционной ассамблеи 1813, главного интенданта армии.

## Увековечение памяти
В честь Иполито Виейтеса названы школы и улицы в Буэнос-Айресе и его родном городе Сан-Антонио де Ареко.

## В массовой культуре
В 2001 в Аргентине вышла книга Франсиско Хуареса Vieytes, el Desterrado («Исчезнувший Виейтес»). Написанная в форме автобиографии Виейтеса, книга является результатом исследований Хуареса.